# Castilleja pterocaulon
Castilleja pterocaulon är en snyltrotsväxtart som beskrevs av Noel Herman Holmgren. Castilleja pterocaulon ingår i släktet målarborstar, och familjen snyltrotsväxter. Inga underarter finns listade i Catalogue of Life.